# Ariany
Ariany är en kommun i Spanien. Den ligger i den autonoma regionen Balearerna i östra delen av landet. Antalet invånare är 1 018 (2024). Arean är 23,14 kvadratkilometer. Ariany ligger på ön Mallorca. Ariany gränsar till Maria de la Salut, Santa Margalida, Petra och Sineu. 